# Julie Ruhkopf
Julie Wilhelmine Ruhkopf (Pseudonym Irene; * 29. November 1799 in Bielefeld; † 23. Juli 1880 in Dresden) war eine deutsche Gouvernante und Kinderbuch-Autorin.

## Leben
Julie Ruhkopf kam Ende des 18. Jahrhunderts als Tochter des in Bielefeld, ab 1815 in Hannover als Rektor tätigen Friedrich Ernst Ruhkopf zur Welt.
Teilweise wurde Ruhkopf, die unter anderem als Gouvernante arbeitete, unter ihrem Pseudonym Irene als  Jugendschriftstellerin bekannt. Sie starb 1880 im Alter von 80 Jahren in ihrer Dresdner Wohnung. Sie war unverheiratet.

## Schriften
- Jugend-Novellen, mit Illustrationen von Theodor Hosemann, Berlin: Winckelmann (1854)
- Aurora. Novellen für die reifere Jugend. Mit 8 colorirten Bildern, Berlin: Winckelmann, [1855]
- Schlüsselblumen. 3 Erzählungen für das Alter von 11–14 Jahren, mit Bildern von Carl Zimmermann, Leipzig: Friese, (1856)
- Schwalben. 3 Erzählungen für das Alter von 11–14 Jahren,  Leipzig: Friese, (1856)
- Ein Dachstübchen. Lebensbild für die reifere Jugend. Mit 6 Illustrationen, Glogau: Carl Flemming, [1858]
- Many a little makes a mickle, (1859)
- Nannie's jewel-case, or, True stones and false, with 6 unnumbered leaves of plates with colored illustrations by August Moritz, (1859)
  - Reproduction of the original from the Baldwin Library of Historical Children's Literature, George A. Smathers Libraries, University of Florida
- Undank ist der Welt Lohn. Lebensbild für die reifere Jugend, Glogau, (1859)
- Gretchens Sommertag, Guten kleinen Kindern erzählt von Julie Ruhkopf. Mit 8 Illustrationen. Glogau: Flemming, [1859]
- Wie Hänschen durch den Wald kam. Mit acht colorirten Bildern. Guten kleinen Kindern erzählt von Julie Ruhkopf, Zweite Auflage, Glogau: Flemming, [ca. 1860]
- Der gute Kamerad. Erzählung für das Alter von elf bis vierzehn Jahren. Mit 3 colorirten Bildern, Leipzig: Verlag von Robert Friese, [ca. 1860]; Digitalisat über die Universitätsbibliothek JCS Frankfurt am Main
- Zur Grossmutter. Ein Geschichtchen, aufmerksamen Kindern erzählt von Julie Ruhkopf. Mit 8 Illustrationen von Rudolf Geißler, Glogau: Flemming, [1861]
- Räthselkranz für Alt und Jung, Glogau: Flemming, [1861]; Digitalisat über die Staatsbibliothek Berlin – Preußischer Kulturbesitz
- Saatkörner. Sechs Geschichten für die lieben Mädchen von 8–10 Jahren. Ausgestreut von Julie Ruhkopf. Mit 4 colorierten Bildern (von Theodor Hosemann), Dresden: Naumann, [1873]
- Zehn Thüren. Eine Erzählung für die Jugend (auch: Zehn Türen), mit vier Bildern von Leopold Venus, Glogau: Flemming, [1874]
- Was die Mühle plaudert. Erzählung (= Schneeflocken, Band 60), Gütersloh: C. Bertelsmann, [1907]